# Liste d'alphabets dans les jeux vidéo
Cette liste recense les alphabets utilisés dans les jeux vidéo.

## Alphabets à base d'idéogrammes
- Ingress : glyphes transmis par les shapers, entités énigmatiques de ce jeu, lorsqu'un joueur interagit avec un portail, lieu principal d'interaction[1].

## Alphabets mixtes
- King Quest VI : alphabet des anciens, composé de 26 symboles correspondant chacun à une lettre, une couleur, un animal, une matière et une émotion[2]. Ainsi le M représente à la fois la couleur or, l'or, l'amour et le cygne[2]. Cet alphabet est mis en place en tant que protection contre la copie[3], de façon à ne permettre la progression dans le jeu qu'en possession du manuel.

## Alphabets à base de lettres
- Ar tonelico : Hymmnos, alphabet de 26 lettres, inspirées de l'alphabet latin, conçu par Akira Tsuchiya, qui a déclaré s'être inspiré de l'un des systèmes d'écriture du sanskrit, utilisé dans le jeu vidéo pour écrire le langage éponyme, descendant du japonais, du sanskrit et de l'allemand[4] ;
- Commander Keen : alphabet galactique standard, composé de 26 lettres, inspirés de l'alphabet latin, créé par Tom Hall[5], également réutilisé dans Minecraft[6],[7] ;
- Halo : Covenant, alphabet de 26 lettres, inspirées de l'alphabet latin, utilisé pour écrire divers langages de ce jeu vidéo, dont l'unggoy, le kig-yar et l'huragok [8] ;
- Myst et Riven : D'ni, alphabet de 36 lettres, accompagné de 25 chiffres, utilisé pour écrire la langue éponyme[9] ;
- Skies of Arcadia : alphabet très proche de l'alphabet latin utilisé pour écrire l'arcardien, langue utilisée dans l'univers de ce jeu[10] ;
- Tales of the Abyss : fonic ou fonome, 26 lettres directement inspirées de l'alphabet latin, utilisé dans le jeu pour écrire de l'anglais[11] ;
- The Elder Scrolls :
  - Dovahzul, composé de 34 runes cunéiformes dont les traits évoquent les marques laissées par des griffes, utilisé pour représenter le langage des dragons[12] ;
  - Daedric, composé de 26 lettres directement inspirées par l'alphabet latin, utilisé pour écrire l'anglais[13] ;
- The Legend of Zelda : la série comporte trois variantes de l'alphabet hylien :
  - l'hylien ancien ;
  - l'hylien moderne ;
  - l'hylien, utilisé en VO pour représenter de l'anglais et non du japonais, contrairement aux deux précédents ;
- Ultima : 
  - Alphabet des gargouilles, composé de 30 lettres, créé par Herman Miller et apparu dans Ultima VI[14] ;
  - Alphabet runique, directement dérivé des runes, composé de 29 lettres[14].